# Бад Хинделанг
Бад Хинделанг (њем. Bad Hindelang) град је у њемачкој савезној држави Баварска. Једно је од 28 општинских средишта округа Обералгој. Према процјени из 2010. у граду је живјело 4.915 становника. Посједује регионалну шифру (AGS) 9780123.

## Географски и демографски подаци
Бад Хинделанг се налази у савезној држави Баварска у округу Обералгој. Град се налази на надморској висини од 825 метара. Површина општине износи 137,1 km². У самом граду је, према процјени из 2010. године, живјело 4.915 становника. Просјечна густина становништва износи 36 становника/km².